# Алайсько-Західно-Тянь-Шанський степ
Екорегіон Алайсько-Західний-Тянь-Шанський степ (ідентифікатор WWF: PA0801) охоплює передгір’я на західній околиці гір Тянь-Шань та Алайський хребет у Центральній Азії. Ця територія в основному розташована в південно-східному Узбекистані, з частиною, що простягається на північ до Казахстану на східному березі річки Сирдар'я, і невеликою частиною в Туркменістані.

## Розташування та опис
Екорегіон простягається на 650 км з півночі на південь, за 50 км на північ від міста Туркестан у Казахстані до Магданли на східному краю Туркменістану. Протяжність передгір'я із заходу на схід становить приблизно 250 км, але ще 250 км сягає Ферганської долини на крайньому сході Узбекистану. На заході розташована пустеля Кизилкум, частина екорегіону Центральноазійська південна пустеля. На півночі розташована Північно-Центральноазійська пустеля. На сході розташований екорегіон Гісаро-Алайських рідколісь. Річки, що протікають екорегіоном, підтримують дуже вузькі коридори екорегіону Центральноазійського прибережного рідколісся. Велике (4000 км2) озеро Айдаркуль розташоване в солончаковій западині в центрі області.

## Клімат
Клімат екорегіону — вологий континентальний клімат — підтип спекотного, сухого літа (класифікація кліматів Кеппена Dsa), із великими сезонними перепадами температур і спекотним літом (принаймні один місяць у середньому понад 22 °C (72 °F) і м'які зими. У найпосушливіший місяць із квітня по вересень випадає не більше 30 міліметрів опадів. Опадів випадає в середньому 300—600 мм/рік.

## Флора та фауна
На низьких пагорбах представлений низький трав'янистий покрив, відомий як саваноїди, з бульбистим тонконогом (Poa bulbosa), пустельною осокою (Carex pachystilis) і полином (Artemisia.). Біорізноманіття є високим, у регіоні зареєстровано понад 2000 видів рослин. На високих висотах можна побачити ефемероїдні трави, такі як пирій (Elytrigia) та цибулястий ячмінь (Hordeum bulbosum).